# La Bataille des Ardennes
Pour l’article homonyme, voir Bataille des Ardennes.
Pour plus de détails, voir Fiche technique et Distribution.
La Bataille des Ardennes (Battle of the Bulge) est un film américain réalisé par Ken Annakin, sorti en 1965.
Le film se déroule au cours de l'hiver 1944. Les forces alliées se tiennent prêtes à envahir l'Allemagne. Pour contrer cela, Hitler décide de lancer une offensive gigantesque pour reconquérir la France et prendre le port belge d'Anvers. Pour cela, les Allemands rassemblent des forces considérables. Ce sera la bataille des Ardennes, vue des deux camps par deux officiers : le lieutenant-colonel Kiley pour les Alliés et le colonel Hessler pour l'Allemagne nazie.

## Synopsis
En décembre 1944, l'officier du renseignement militaire, le lieutenant-colonel Daniel Kiley et son pilote, Joe, effectuent une mission de reconnaissance au-dessus de la forêt des Ardennes qui s'étend sur l'extrême Est de la Belgique, le Nord du Luxembourg et certaines parties frontalières de la France et de l'Allemagne. Ils localisent une voiture d'état-major allemande et photographient ses occupants, volant suffisamment bas pour un gros plan et qui oblige le conducteur à fuir de la voiture sans arrêter son moteur. L’officier lui reproche d'avoir gaspillé de l'essence, extrêmement précieuse pour l'effort de guerre allemand.
L'officier, le colonel Hessler, continue vers sa nouvelle base, où le général Kohler l'informe du plan top secret pour percer les lignes américaines et reprendre Anvers. Dans le même temps, des parachutistes allemands anglophones, dirigés par le lieutenant Schumacher, sont largués derrière les lignes américaines, déguisés en M.P. pour semer la confusion et perturber les Alliés. L'ordonnance et chauffeur de Hessler, Conrad, fait des remarques sur les pertes stupéfiantes que l'Allemagne a subies pendant la guerre, soulignant à son supérieur que ses nouveaux jeunes commandants de chars ne sont pas les hommes qu'il avait formés et dirigés à travers les campagnes en Pologne, en France et en Crimée. Après un examen des commandants de Panzer, qui sont tous, comme l'a dit Conrad, jeunes et inexpérimentés, les deux hommes sont sceptiques jusqu'à ce que les commandants chantent en chœur le «Panzerlied », montrant leur esprit combatif. Hessler est provisoirement conquis.
Pendant ce temps, Kiley retourne au quartier général américain et avertit une fois de plus que les Allemands prévoient une nouvelle offensive. Ses supérieurs, le général Gray et son officier exécutif, le colonel Pritchard, ne l'écoutent pas, estimant que l'Allemagne manque de ressources et de main-d'œuvre pour monter une attaque, surtout en hiver, et encore moins avec les vacances de Noël qui se profilent immédiatement à l'horizon. À la recherche de preuves, Kiley est envoyé dans un avant-poste sur la ligne Siegfried pour capturer des prisonniers pour les interroger. À la base américaine, le major Wolenski envoie le Lieutenant Weaver et le Sergent Duquesne en patrouille. Ils capturent de jeunes soldats allemands. Plutôt que la preuve du désespoir allemand, Kiley pense qu'ils gardent leurs hommes les plus expérimentés pour une offensive, mais il est à nouveau rejeté par ses supérieurs et considéré comme un « cinglé ».
Hessler lance son attaque le lendemain, menant des colonnes de Tigres II allemands, les chars les plus grands et les plus puissants de la Seconde Guerre mondiale, le principal char allié, le Sherman, pesait moins de la moitié de son poids et ne pouvait pas pénétrer son blindage lors d'un combat en face-à-face. Wolenski conduit ses hommes dans la zone boisée du Schnee Eifel (en) pour riposter, mais ils sont débordés par les allemands. Un groupe de chars alliés, dirigé par le Sgt. Guffy, tente également de ralentir les Panzers, mais les faibles canons et l'armure mince de leurs chars les rendent inefficaces. Lors du trajet de retour à Amblève, l'équipage de Guffy récupère les produits du marché noir d'une ferme voisine. Le Lieutenant Schumacher et ses troupes déguisées en M.P. s'emparent du seul pont sur l'Our pouvant supporter des chars lourds, et Hessler continue vers Amblève, secrètement observé par Kiley. Guffy rencontre sa petite amie belge, Louise, et ils se partagent le produit de leur racket. Ils discutent également de leurs sentiments l'un pour l'autre, ce qui implique qu'ils se marieront une fois la guerre terminée.
Schumacher prend plus tard le contrôle d'une intersection vitale de trois routes qui relient Amblève, Malmedy et la ligne Siegfried. Il sabote les panneaux de signalisation, et l'échelon arrière des troupes de Wolenski prend la mauvaise route vers Malmedy. Ils sont capturés et massacrés par les troupes SS, bien que le Lt. Weaver, blessé, s'échappe. D'autres soldats américains deviennent méfiants lorsqu'ils observent les M.P. de Schumacher faisant semblant de démolir le pont de l'Our, mais posant les explosifs de manière incorrecte. Malheureusement, ils n’ont pas le temps de régir et se font tous abattre.
Comme les Américains ont improvisé une défense solide à Amblève, Kohler ordonne à Hessler de contourner la ville, mais Hessler souhaite briser la volonté de combat des Américains, et Kohler cède après que Hessler lui montre un gâteau au chocolat, encore frais et venant directement de Boston, ce qui implique que les Américains ont suffisamment confiance en eux pour utiliser leur aviation et essence pour livrer des gâteaux et pas uniquement des missions de combat. Gray charge Wolenski de couvrir une évacuation alliée. Les chars et l'infanterie de Hessler assiègent Amblève, la réduisant en cendres avant d’occuper les ruines. Bien que de nombreux Américains, dont Wolenski, soient capturés, les officiers supérieurs s'échappent en toute sécurité vers la Meuse pour se regrouper en vue d'une contre-attaque. Guffy apprend que Louise est morte dans le bombardement.
Malgré les dangers de voler dans le brouillard et la nuit, le colonel Kiley effectue une reconnaissance aérienne. Lui et Joe repèrent les chars de Hessler à travers une brèche dans le brouillard et communiquent par radio les coordonnées. Les tirs allemands provoquent l'écrasement de l'avion près d'un dépôt de carburant américain, tuant Joe et blessant Kiley.
Dans la caravane de commandement de Hessler, Conrad exaspéré affronte le colonel, le traite de belliciste et demande un transfert. Hessler le transfère au bataillon du carburant.
Pendant ce temps, la division de Grey, la Meuse derrière elle, se prépare à repousser les efforts déterminés de Hessler pour s'emparer du dépôt de carburant. Dans une confrontation de chars, les Américains emploient un stratagème pour inciter les Allemands à utiliser leurs dernières réserves de carburant. Les chars américains sont détruits, mais la stratégie fonctionne. Weaver, Guffy et quelques soldats tuent Schumacher et ses hommes avant l'arrivée des chars de Hessler. Kiley, blessé, titube alors hors de sa cachette et exhorte les hommes à faire exploser le dépôt. Désespéré, Hessler fait un dernier effort pour capturer le dépôt. En défense, les Américains inondent d'essence la route qui y mène et l'incendient de grenades, immolant les chars allemands et leurs équipages. Le char de Hessler prend un baril de carburant en pleine face, le faisant exploser. Le général Gray arrive à temps pour voir les panzers s'enflammer.
Sans autre solution possible, les soldats allemands survivants abandonnent leurs véhicules et entament une longue marche vers l'Allemagne. Conrad, fermant la marche, jette ses armes, considérant la guerre finie.

## Fiche technique
- Titre : La Bataille des Ardennes
- Titre original : Battle of the Bulge
- Réalisation : Ken Annakin
- Scénario : Philip Yordan, John Melson et Milton Sperling
- Production : Sidney Harmon, Milton Sperling, Philip Yordan et Dino De Laurentiis
- Musique : Benjamin Frankel
- Photographie : Jack Hildyard
- Direction artistique : Eugène Lourié
- Pays de production : États-Unis
- Format : Couleurs - 2,20:1Ultra Panavision 70 6 pistes sonores magnétiques et copies V.F.mono 35 mm anamorphic
- Genre : Guerre
- Durée : 168 minutes
- Sorti le 16 décembre 1965 (États-Unis)
- Sorti le 16 janvier 1966 (France)
- Affiche : Raymond Elseviers (Belgique)

## Distribution
- Henry Fonda  (VF : René Arrieu) : Lieutenant Colonel Kiley
- Robert Shaw (VF : Jean Amadou) : Colonel Hessler
- Robert Ryan (VF : Lucien Bryonne) : Général Grey
- Dana Andrews (VF : Roger Rudel) : Colonel Pritchard
- George Montgomery : Sergent Duquesne
- Ty Hardin (VF : Jacques Thébault) : Schumacher
- Pier Angeli (VF : Martine Sarcey) : Louise
- Charles Bronson (VF : Marcel Bozzuffi) : Wolenski
- Hans Christian Blech : Conrad
- Werner Peters (VF : Jacques Monod) : Général Kohler
- Telly Savalas (VF : Jean Clarieux) : Sergent Guffy
- Robert Woods : Joe
- Karl-Otto Alberty : Major Von Dieple

## Pertinence historique
Les producteurs ont assumé d'avoir « réorganisé » les faits intervenus dans la bataille au profit de l'intrigue, afin de condenser cette bataille de plus d'un mois en un film de près de trois heures, se centrant sur quelques personnalités des hommes de troupe. La qualité historique du film laisse donc à désirer.
La bataille finale est une évocation grossière de la bataille de Celles qui s'est tenue le 26 décembre 1944 dans le Condroz, lorsque la U.S. 2nd Armored Division vainquit la 2e Panzerdivision (les dialogues évoquent la Meuse à 6 kilomètres). Le film crée une fausse impression d'un important sacrifice de chars américains face aux chars lourds allemands Tiger II, obligeant les Allemands à consommer leur carburant jusqu'à l'épuisement. Dans la réalité, ceux-ci étaient déjà à sec. Les chars utilisés dans le film ne sont pas non plus conformes à la réalité (contrairement à ce qu'a tenté d'expliquer le producteur dans les bonus du DVD). Mais les chars américains M47 Patton utilisés pour figurer les Tigres allemands avaient une taille supérieure à celle des M24 Chaffee représentant les M4 Sherman. Il est également regrettable de voir l'armée américaine de 1944 utiliser des Jeeps M38 et des Dodge M37 (en) de la guerre de Corée, tandis que les prétendus « panzers » sont accompagnés de half-tracks M3 américains.
L'épisode du dépôt de carburant incendié clôturant cette bataille dans le film s'est en fait déroulé à une cinquantaine de kilomètres à l'est, dans la côte de la Haute-Levée à Stavelot, au début de la bataille le 18 décembre 1944.
La localité d'Amblève, abondamment évoquée dans le film, n'y a eu en réalité qu'une place anecdotique (ce qui ne fut pas le cas pour sa voisine Saint-Vith). La localité, belge germanophone et donc réintégrée au Reich pendant la durée de la guerre, était plutôt connue sous le nom de Amel. Clervaux, au Luxembourg, est faussement indiqué en Belgique sur une carte.
La neige manque par ailleurs singulièrement dans certaines scènes du film, notamment lors de la bataille finale, alors que l'ensemble de l'Ardenne fut recouverte pendant l'offensive. Les paysages s'écartent également des collines forestières de l'Ardenne, alternant les zones montagneuses (notamment au début, lors des scènes d'aviation) et les zones semi-désertiques. Le film fut en fait tourné dans les montagnes de la Sierra de Guadarrama et dans les environs de Madrid en Espagne. Les chars étaient d'ailleurs propriété de l'armée espagnole, et pilotés par leurs titulaires militaires espagnols.
Le rôle du lieutenant Schumacher et de ses hommes s'inspire de l'Opération Greif, qui consistait à infiltrer derrière les lignes alliées des Allemands anglophones en équipement américain pour brouiller les communications et capturer les ponts.
La libération de Bastogne par les troupes du général George Patton dont la IIIe armée, n'est pas évoquée. Il n'y a aucune référence aux troupes britanniques ; celles-ci se trouvaient essentiellement en rive gauche de la Meuse, non à proximité de la zone des combats. Rien sur la décision du général Dwight Eisenhower de scinder le front de la bataille en deux, avec transfert du commandement de deux armées américaines au maréchal Montgomery. Le rôle des bombardements de l’aviation américaine est également sous-estimé.
L'introduction du film, dite par William Conrad, mentionne Montgomery et Patton, mais est incorrecte :
To the north, stood Montgomery's Eighth Army. To the south, Patton's Third. (Au nord, se trouvait la VIIIe armée de Montgomery. Au sud, la IIIe de Patton).
En fait, l'armée septentrionale de Montgomery était le 21e Groupe d'armées britannique. La VIIIe armée britannique, l'ancienne unité commandée par Montgomery, se trouvait en Italie à l'époque de la Bataille des Ardennes. Bien que Patton commandât la IIIe armée pendant la bataille, celle-ci faisait partie d'un corps plus important au sud. La troisième armée n'était que l'une des armées constituant 12th Army Group (en) du général Omar Bradley. Patton fut cependant le pendant de Montgomery sur le front.
Le personnage de Hessler est à rapprocher sur certains points du colonel Joachim Peiper, commandant une colonne au nord du front. Celle-ci fut défaite lors de la bataille de La Gleize.
Le film évoque la plupart des enjeux et moments de la bataille, dont la supériorité initiale des Allemands et leur avancée rapide sur le terrain, et la confusion qui s'ensuivit dans les rangs américains. Il souligne la supériorité des chars lourds allemands, ainsi que leur faiblesse, leur consommation et le manque de carburant.
Le chant entonné par les commandants de char à la cote 27'20" est authentique : il s'agit du Panzerlied. Ici, seul le premier couplet est répété par le groupe sur les cinq couplets réels.

## Distribution physique
Plusieurs éditions sont disponibles :
- DVD édition simple le 4 mai 2005 chez Warner Home Video. L'audio est en français dolby digital 2.0 mono et anglais dolby digital 5.1 avec sous-titres français, anglais, néerlandais et arabe. Le ratio image est de 2.35.1 cinémascope 16/9 compatible 4/3. En supplément un making of d'époque et une bande annonce. ASIN B0007OQC6A.
- BLU-RAY le 15 mai 2007 chez Warner Home Video. Les caractéristiques audio sont identiques au DVD. Le ratio image est de 2.55.1 cinémascope 16/9 natif. Les suppléments sont aussi identiques au DVD. ASIN B000OCZD5Q.

### Revue de presse
- Jean d'Yvoire, « La Bataille des Ardennes », Téléciné no 129, Paris, Fédération des Loisirs et Culture Cinématographique (FLECC), juin-juillet 1966, p. 35,  (ISSN 0049-3287)